# Атаскадероу
Атаскадероу (на английски: Atascadero) е град в окръг Сан Луис Оубиспоу, щата Калифорния, САЩ. Атаскадероу е с население от 30 418 жители (по приблизителна оценка от 2017 г.) и обща площ от 69,3 km². Намира се на 268 m надморска височина. ЗИП кодовете му са 93422 – 93423, а телефонният му код е 805.